# Xenorma biorbiculata
Xenorma biorbiculata är en fjärilsart som beskrevs av W. Warren 1909. Xenorma biorbiculata ingår i släktet Xenorma och familjen tandspinnare. Inga underarter finns listade i Catalogue of Life.